# Jean Ollivier
Ne doit pas être confondu avec Jean Olivier.
Pour les articles homonymes, voir Ollivier.
Yves Ollivier, dit Jean Ollivier, est un journaliste français, auteur de bande dessinée et de littérature jeunesse, né le 14 avril 1925 à Plourivo près de Paimpol et décédé le 30 décembre 2005 à Paris. Il débute en 1947 dans le journal Vaillant, dont il est rédacteur en chef de 1949 à 1958. Il est le créateur prolifique de nombreuses séries telles Yves le Loup avec René Bastard en 1947, Ragnar avec Eduardo Coelho en 1955, Loup Noir avec Kline en 1969 ou encore Docteur Justice avec Marcello en 1970. Il prend également la succession de Jean-Michel Charlier au scénario de la série Barbe-Rouge avec Christian Gaty au dessin, à partir de 1987.

## Biographie

### Les débuts
Jean Ollivier commence sa carrière de journaliste à Avant-garde, un mensuel, journal lié au mouvement des jeunes communistes français. Il y fait la connaissance de René Moreu, qui l'incite à intégrer l’équipe de Vaillant. 

### Vaillant
Érudit et passionné d'histoire, Jean Ollivier devient un scénariste incontournable au sein du journal Vaillant. Sa première collaboration en la matière s'inspire du mythe arthurien ; il reprend la série Yves le Loup avec René Bastard au dessin en 1947, série qu'il anime jusqu'en 1965.
Avec Roger Lécureux, il devient un des piliers du journal, au point d'en devenir le rédacteur eu chef de 1949 à 1958. Le personnage, qui devient vite populaire, de P'tit Joc est créé avec André Joy en 1952. En 1955, il crée la série Ragnar avec Eduardo Coelho, sur un thème qui va s'avérer récurrent tout au long de sa carrière : l'univers des Vikings. C'est aussi le début d'une longue collaboration avec le dessinateur portugais qui durera jusqu'à la fin de Pif gadget.
Avec le passage de Vaillant à Pif gadget en 1969, Jean Ollivier créé de nouvelles séries pour s'adapter au format des récits complets. Ainsi Loup Noir débute cette même année avec Kline. Il rencontre le succès avec la série Docteur Justice dessinée par Marcello en 1970.

### Auteur de littérature jeunesse
Parallèlement à son activité dans le domaine de la bande dessinée, Jean Ollivier est un auteur de livres pour la jeunesse. Il est publié par les Éditions La Farandole où, avec son collègue René Moreu comme illustrateur, il participe au renom de qualité de cet éditeur. Ainsi, pour l'ouvrage Les Saltimbanques, il figure dans la Sélection des meilleurs livres 1962, établie par le « Comité des expositions du livre et des Arts Graphiques », et, en 1964, dans la « Runner-Up List », de l' Union internationale pour les livres de jeunesse (IBBY). 
Il a aussi publié à La Farandole un roman à destination des jeunes, Colin Lantier.  En 1950 Jean Ollivier  publie, en italien et dans la revue italienne "Il Pioniere", une histoire en plusieurs épisodes dont le titre est : Ivorio et le loup du n°23 au n°32.

Dans la même structure d'édition, Pif/La Farandole et Messidor/ La Farandole, il est le scénariste de livres racontant en bandes dessinées la Révolution française.

## Œuvres

### Séries de bande dessinée en tant que scénariste
- Yves le Loup (reprise), avec René Bastard (1947-1960 et 1962-1965) et Eduardo Coelho (1960-1961)
- Capitaine Cormoran avec Lucien Nortier (1948-1950), puis Paul Gillon (1954-1959)
- Jean et Jeannette avec Jacques Souriau (1950)
- P'tit Joc avec André Joy (1952-1953), puis avec Juan B. Miguel Muñoz (1958-1960) et Claude-Henri (1961-1962)
- Ragnar le Viking avec Eduardo Coelho (1955-1969)
- Jacques Flash avec Pierre Le Guen (1957-1959) puis Gérald Forton (1960-1961)
- Wango avec Eduardo Coelho (1957)
- Davy Crockett avec Eduardo Coelho (1957), puis Kline (1960-1968)
- Robin des Bois avec Lucien Nortier, Christian Gaty et  Charlie Kiéfer (1965-1969) puis avec Eduardo Coelho (1969-1975)
- Loup Noir avec Kline (1969-2005)
- Docteur Justice avec Marcello (1970-1993), puis avec François Corteggiani (coscénariste) et Emanuele Barison (2004)
- Le Furet avec Eduardo Coelho (1975-1976)
- Erik le Rouge avec Eduardo Coelho (1976-1977)
- (de) Gerfried avec Eduardo Coelho (1977-1981)
- (de) Peter Horn avec Kline (1977-?)
- (de) Thomas, der Trommler, avec Josep Gual (1978-?)
- Ayak avec Eduardo Coelho (1979-1984)
- Vélodétectives avec José de Huéscar (1981)
- Yvain avec José de Huéscar (1983-1984)
- Cogan avec Marcello (1983), puis Christian Gaty (1983-1993)
- Blackstar avec Christian Gaty (1985)
- Barbe-Rouge (reprise) avec Christian Gaty (1987-1997)
  - 24. La Cité de la mort, éditions Novedi, 1987
  - 26. Pirates en mer des Indes, Alpen Publishers, 1991[3]
  - 27. La Fiancée du grand Moghol, Alpen Publishers, 1991
  - 28. La Flibustière du « Sans Pitié », Dargaud, 1993
  - 29. À Nous la Tortue, Dargaud, 1995
  - 30. L'Or et la gloire, Dargaud, 1996
  - 31. La Guerre des pirates, Dargaud, 1997
- Padraig avec Max Lenvers (2 tomes publiés après sa mort).

### Séries de bande dessinée publiées en petit format
- Marco Polo avec Enzo Chiomenti (1959-1987)
- Perceval avec René Bastard, puis Santo D'Amico (1959-1963)
- Ivanhoé avec Otellio Scarpelli, José Riera et René Bastard (1960-1988)
- Lancelot avec Francey, José Riera, Otellio Scarpelli, puis Santo D'Amico (1961-1987)
- Biorn le Viking avec Eduardo Coelho (1962-1968)
- Chevalier Bayard avec Daniel Martin (1964-1965)
- Cartouche avec Eduardo Coelho (1964-1966)
- Thierry la Fronde avec Alberto Salinas et Sergio Tarquinio (1964-1966)
- Puma Noir (reprise) avec Joseph Garcia (1968-1986)
- Sylver des Collines (scénariste occasionnel) avec Tito Marchioro
- Dan Panther (scénariste occasionnel) avec Santo D'Amico et Roberto Diso

### Adaptations BD
- Till Ulenspiegel avec Eduardo Coelho (1956), d'après Charles de Coster
- Gavroche avec André Chéret (1979), d'après le personnage de Victor Hugo
- Le Livre de la jungle avec José de Huéscar (1982), d'après Rudyard Kipling
- Moby Dick avec Paul Gillon (1982), d'après Herman Melville
- Croc-Blanc avec Sonk, d'après Jack London

1. Croc-Blanc, 1984
2. Le Temps de la haine, 1985
3. La Terre du sud, 1986

### Bandes dessinées didactiques
- Participation aux collections Larousse :
  - Histoire de la France en bandes dessinées avec Eduardo Coelho, Raymond Poïvet et Jaime Marzal Canos (1976-1978)
  - La Découverte du monde en bandes dessinées avec Eduardo Coelho et José Bielsa (1978-1980)
  - Histoire du Far-West avec Marcello, Paolo Eleuteri Serpieri, Christian Gaty et Paolo Ongaro (1980-1982)
- Rossignol un citoyen de la Révolution avec Christian Gaty, Éditions Messidor / La Farandole, 1988.
- Noël et Marie, avec François Corteggiani (coscénariste) et Jean-Yves Mitton (dessin), Éditions Messidor / La Farandole :

1. Deux enfants dans la Révolution française, mars 1989.
2. La Patrie en danger, juin 1789.
3. Valmy 1792, août 1989.

### Bandes dessinées diverses
- Rouge et Or avec Raymond Poïvet (1949)
- Jojo des rues avec André Joy (1956)
- Ryan l’Irlandais avec André Joy (1969)
- Le Cas Landru avec Jean-Paul Decoudun, 1969
- Raspoutine avec M. Guy, 1969
- Découvreurs d’étoiles avec Christian Gaty (1982)
- La Mémoire des Celtes avec Eduardo Coelho, 2 vol, 1985-1986
- Fils du Dragon avec Pierre Dupuis (publié dans Vécu en 1986)
- Le Trésor du San Lago, avec Christian Gaty (publié dans Vécu en 1986)
- Chasseurs d'or avec André Juillard, 1987
  - Chasseurs d'or (publié dans Pif gadget sous le titre La Ruée vers l'or en 1982)
  - Cœur de gris
- Le Bâtard de Vénus (sous le pseudonyme de Maraud) avec José de Huéscar (sous le pseudonyme de Garvi), 1987
- François Villon, Une vie dissolue (sous le pseudonyme de Maraud) avec Theophraste, 1987
- La Nuit barbare avec Marcello, 1988 (publié dans L'Écho des savanes).

### Livres illustrés

#### AvecRené Moreu,éditions La Farandole
- Les ruses de Renard, coll. "Mille images", 1956
- Si le marais parlait, coll. "Mille images", 1956
- Chacun fait son nid, coll. "Mille images", 1957
- Aux Quatre coins du pré, coll. "Mille images", 1958
- Quand la neige tombe, coll. "Mille images", 1959
- Au bord de la mer, coll. "Mille images", 1961
- Les Saltimbanques, coll. "Jour de fête", 1962
- Là-haut sur la montagne, coll. "Mille images", 1964
- Aventures des quatre mers, coll. "Jour de fête", 1964
- Au pays des Indiens, coll. "Jour de fête", 1966
- Qui donc est Boomj, pièce de théâtre en 5 actes, coll. "Jour de fête", 1974

#### Autres
- Chasse-Marée boucanier avec Marcel Tillard, Les Impressions Rapides, 1954
- « Plume blanche le vantard », conte extrait de 21 contes racontés aux enfants, avec René Moreu, Éditions Vaillant, 1963
- J'apprends à connaître le bord de la mer avec Nicole Hosxe, éditions Odege, 1970
- « Le Faiseur de pluie », nouvelle extraite de 15 Histoires d'Indiens, avec Jacques Pecnard, coll. "Série 15", éditions Gautier-Languereau, 1971 (?)
- Robin des Bois avec Paul Durand, Éditions G.P., 1974
- Série Des Héros et des Dieux avec Paul Durand, Éditions G.P. :
  - Le Marteau de Thor (+ Les Ruses de Loki et L'Épée de Sigmund), 1974
  - Le Chaudron d'or, 1975
  - Le Voleur de Feu, 1975
- L'Amérique, nous voilà ! avec Paul Durand, Éditions G.P, 1976
- Vikings, Conquérants de la mer avec Eduardo Coelho, éditions La Farandole, 1975
- J'étais enfant aux temps vikings avec Eduardo Coelho, éditions du Sorbier, 1982
- Une Colonie viking au Groenland  avec Eduardo Coelho, éditions Albin Michel jeunesse, 1985
- Les Gaulois et le monde celte avec Éric Albert, coll. "Nouvelle encyclopédie", Nathan, 1989

### Romans

#### Éditions La Farandole
- Colin Lantier avec Daniel Billon, coll. "Mille épisodes" (destinée au 10-14 ans), 1957
- Pik-Ouik mon copain... avec Yvon Le Roy, coll. "8, 9, 10, Farandole en poche", 1978
- Debout les Jacques !, 1983
- Et l'Amérique découvrit Christophe Colomb, adapté par Francine Michard et Francisco Rivero, 1991
- Le Dragon Bonaventure avec Isabelle Chatellard, coll. "Farandole en poche", 1993 (?)

#### Éditions G.P.
- Le Mercure d'or avec Pierre Le Guen, coll. "Rouge et Or Dauphine", 1957
- La Vallée des éponges avec Pierre Le Guen, coll. "Rouge et Or Dauphine", 1958
- Deux Oiseaux ont disparu avec Pierre Le Guen, coll. "Rouge et Or Souveraine", 1960
  - Réédité chez Odege en 1969 avec des dessins de Monique Gorde.
- L'Aventure viking avec Pierre Le Guen, coll. "Spirale", 1961
- Indiens et Vikings avec Pierre Le Guen, coll. "Spirale", 1961
- Le Gang des antiquaires avec Michel Jouin, coll. "Aventures", 1967
- L'Or du banc d'argent avec Michel Jouin, coll. "Aventures", 1968
- Surcouf, roi de la course avec Michel Jouin, coll. "Olympic", 1969
  - Réédition condensée dans la coll. "Spirale" en 1976 avec des dessins de Jean Retailleau
- Le Gentilhomme du Sud avec François Dupuis, coll. "Olympic", 1971

#### Éditions Odege
- Grappin d'or avec Tedesco, 1965
- Colin l'archer avec Philippe Degrave, 1967
- Guillaume le Conquérant avec Daniel Billon, 1969
- Histoires du gaillard d'avant avec Paul Durand, 1971
  - Réédité chez Gallimard Jeunesse en 1984 avec des dessins de Gilbert Maurel.
- Histoires de la lande et de la brume avec Paul Durand, 1972
  - Réédité chez  Chardon Bleu en  1988 avec des dessins de Philippe Pauzin.

#### Éditions Casterman
Série Les Aventures de Jeremy Brand :
1. Le Cri du kookabura avec Christophe Blain, 1995 (réédité en 2008 avec une nouvelle couverture)
2. La Chasse au merle avec Christophe Blain, 1997
3. L'Or des montagnes bleues avec Matthieu Bonhomme, 2001 (réédité en 2008 avec une nouvelle couverture de Ch. Blain)

#### Presses de la Cité
- Série L'Or, l'amour et la gloire, coll. "Romans Historiques et Aventures" :
  - Ce Vent qui vient de la mer, 2001
  - Un Cadet de flibuste, 2002
  - La Castille d'Or, 2002
  - Les Galions de Manille, 2003
  - Capitaine Lescop, 2004

#### Autres
- L'Évadé de l'île de Groix avec Jean Krillé, Jeunesse héroïque n°66, coll. "France d'Abord", Les Éditeurs Réunis, 1946(?)
- Une Caméra dans le Vercors, avec André Joy, Jeunesse héroïque n°73, coll. "France d'Abord", Les Éditeurs Réunis, 1946(?)
- Le Cavalier des Andes avec André Joy, Jeunesse héroïque n°88, coll. "France d'Abord", Les Éditeurs Réunis, 1946(?)
- Capitaine Cormoran Corsaire (sous le pseudonyme de Jean Leroy) avec ?, Éditions Au Rendez-Vous de l'Aventure, 1967
- Visa pour Djedda, coll. "Aventures Pocket" n° 3, Pocket, 2e Tri. 1969
- Opération diamants, coll. "Aventures Pocket" n° 7, Pocket, 3e Tri. 1969
- Les Flibustiers de "l'Arbalète" avec Enric Sio, coll. "Aux quatre coins du temps", Bordas, 1978
- Récits des mers du Sud avec Christopher Smith, coll. "Aux quatre coins du temps", Bordas, 1982
- Une Grande expédition viking avec Eduardo Coelho, coll. "Le Monde en Poche", éditions Nathan, 1985
- Héros de la résistance avec Yves Beaujard, coll. "Le Monde en Poche", Nathan, 1988
- Histoires de la lande et de la nuit avec Philippe Pauzin, Chardon Bleu, 1988
- Jacques Cartier et la découverte du Canada avec Jean-Marie Le Faou, coll. "Le Monde en Poche", Nathan, 1989
- 21 janvier 1793 - Louis XVI le roi guillotiné avec Pascal Remy, coll. "Les Tournants de l'Histoire du monde", Hachette, 1989
- Le Pirate du Mississippi avec Luc Weissmüller, coll. "Bibliothèque verte", Hachette Jeunesse, 1992
- Le Viking du dernier rivage avec Eduardo Coelho, coll. "Histoires d'Histoire", Hatier, 1993

### Divers
- Les Mascottes du Tahiti-Nui de Jaime Bustos Mandiola, coll. "Rouge et Or", Éditions G.P., 1959
  - Appendice de Jean Ollivier retraçant la vie d'Éric de Bisschop
- L'Or - Histoires de l'or des Incas à nos jours, coll. "LF Document", éditions La Farandole, 1987
- Alexandre Œxmelin, L'Âge d'or de la flibuste, éditions Messidor, 1987

## Prix et distinctions

### Prix
- Grand Prix Enfance du Monde au 2e Salon de l'Enfance pour Deux Oiseaux ont disparu (dessins de Pierre Le Guen), en 1960.
- Grand Prix de Littérature au 3e Salon de l'Enfance pour L'Aventure viking (dessins de Pierre Le Guen), en 1961.
- (international) « Runner-Up List » 1964[2], de l' IBBY, pour Les Saltimbanques, illustrations de René Moreu
- Prix Phénix (avec Eduardo Coelho) de la meilleure bande dessinée réaliste et d'aventure pour Ragnar le Viking, décerné par la Société française de la Bande dessinée (France) en 1969.
- Prix Korrigan pour Le Chaudron d'or (dessins de Paul Durand) en 1975.
- Prix Jean Macé (avec Eduardo Coelho) pour Vikings, Conquérants de la mer, décerné par la Ligue de l'enseignement en 1976.
- Sélection Prix du patrimoine, Festival d'Angoulême 2005, pour Ragnar de Eduardo Teixeira Coelho et Jean Ollivier

### Récompenses collectives
- Prix Haga de la meilleure collection de bandes dessinées pour L'Histoire de France en bandes dessinées au 5e Salon National de la Bande Dessinée de Toulouse en 1977.
- Prix Alfred de la promotion de la BD pour la collection La Découverte du Monde en bandes dessinées au 7e Salon International de la Bande Dessinée d'Angoulême en 1980.